# Medal Młodego Pozytywisty
Medal Młodego Pozytywisty – polskie odznaczenie nadawane od 2002 przez kapitułę Towarzystwa im. Hipolita Cegielskiego ludziom pracy organicznej, jednocześnie laureaci medalu tworzą Klub Młodych Pozytywistów, który w zamyśle twórców nagrody ma w historii XXI w. „stać się miejscem kształtującym nowy styl generacji”. Dotychczasowymi laureatami Medalu Młodego Pozytywisty są m.in. Rafał Blechacz, Cho Seong-jin, Dawid Jung oraz Sarah Sanders (b. rzeczniczka prasowa Białego Domu). 
Na awersie Medalu Młodego Pozytywisty znajduje się wizerunek Hipolita Cegielskiego, na rewersie widnieje fragment ratusza poznańskiego oraz napis „Młody Pozytywista” i grawer laureatki lub laureata nagrody.
Medal Młodego Pozytywisty honoruje ludzi nauki i kultury, którzy nawiązują do tradycji i kultury pozytywizmu: Dzisiaj, współczesny polski pozytywizm początku XXI wieku, kultywowany w warunkach wolności i demokracji, rozwijając twórczo XIX-wieczne idee powinien przyczyniać się do szybkiego gospodarczego, kulturalnego i cywilizacyjnego awansu naszego kraju przechodzącego teraz nie tylko skomplikowaną, wielokierunkową transformację ustrojową, ale również przygotowującym się do integracji z Unią Europejską i korzystnego usytuowania się w kontekście globalnym. Natomiast sam Klub Młodych Pozytywistów ma być: miejscem tworzenia się nowych koncepcji społecznych, ekonomicznych, filozoficznych, naukowych, ale także miejscem polemiki z zastaną rzeczywistością.

## Nagrodzeni
- 2002
  - Jacek Bielaczyk, Robert Błoszyk, Artur Boiński, Magda Dąbrowska, Jarosław Gruszecki, Grzegorz Kaźmierczak, Tomasz Klauza, Piotr Kozłowski, Jacek Lisowski, Adam Pleskaczyński, Mariusz Szymyślik[2]

- 2003
  - Albert Adamczewski, Maciej Balcerzak, Jakub Berełkowski, Piotr Bojarski, Radosław Fiedler, Violetta Golba-Sobolewska, Karolina Golba, Sebastian Gryza, Arkadiusz Jakubowski, Jakub Januszkiewicz, Michał Kasprowicz, Jacek Kołaczek, Adam Koniuk, Tomasz Ofierski, Wojciech Olejniczak, Rafał Regulski, Adam Szyszka, Michał Tober, Rafał Wojtkowiak, Łukasz Wysocki[3].

- 2004
  - Dominika Bońkowska, Dariusz Bońkowski, Leszek Frankowski, Krzysztof Kaczmar, Dorota Kalota, Monika Kędziora, Robert Klimczak, Dorota Kołodziejczak, Piotr Kończal, Radosław Majchrzak, Janina Marcinkowska, Paweł Myszkowski, Tomasz Raczkiewicz, Laura Sobolewska, Piotr Soroczyński, Hubert Świątkowski, Jaromir Trafankowski, Bartosz Walter, Tomasz Wróblewski[4].

- 2005
  - Rafał Blechacz[5]

- 2006
  - Jacek Kortus, Wojciech Jurgoński, Michał Czajka, Bartłomiej Prędki, Justyna Baskalary, Aleksandra Bocheńska, Hanna Kubiak, Magdalena Nowicka, Agnieszka Palacz, Artur Ratajszczak, Michał Pluciński, Arkadiusz Bodus, Tomasz Minicki, Marcin Kołodziejczak, Marek Pawlak, Andrzej Oleś, Ewa Murawska[6].

- 2007
  - Krzysztof Śpiewak, Bogumił Głuszkowski, Maciej Szwarc, Maciej Bronikowski, Piotr Żołędziewski, Joanna Wośkowiak, Łukasz Sobora, Artur Skorupiński, Maciej Wolny, Przemysław Łoniewski, Marek Strzemiński, Magdalena Barbara Dutka, Paweł Oses, Sylwia Mokrysz, Adam Mokrysz, Witold Żuromski, Joanna Nowak, Artur Nowak[7].

- 2008
  - Małgorzata Pawłowska, Przemysław Pawłowski, Magdalena Eckert-Boruta, Marcin Wiktor Umbreit, Beata Kuropka, Karolina Torzyńska, Zbigniew Król, Maciej Ireneusz Król, Maciej Olszak, Hubert Bakalarczyk, Małgorzata Ziaja-Bakalarczyk, Marek Rodwald, Przemysław Maćkowiak, Magdalena Skalska, Agata Michalska, Filip Libicki, Artur Olichwier, Damian Panek, Przemysław Adamczyk, Mariusz Paplaczyk, Dawid Murawa, Bartłomiej Krasicki[8].

- 2009
  - Maciej Młodzikowski, Maciej Maliński, Paweł Klincewicz, Joanna Gaca-Wyczółkowska, Katarzyna Kamieńska, Anna Ziółkowska, Grzegorz Koński, Sebastian Kujawa, Wojciech Wiza, Przemysław Turowski, Piotr Jarysz, Szymon Skrzypczaka, Piotr Nowak, Agnieszka Smolarek-Kałek, Maciej Olszak[9].

- 2010
  - Filip Marcin Suś,  Adam Suwart, Dominik Górny, Marcin Skorb, Maciej Fiszer, Karolina Jaroszewska, Sławomir Hinc, Paweł Wiliński, Robert Majchrzak, Błażej Dulat, Rafał Reczek, Mariusz Noworyta, Rafał Wawrowski, Wojciech Gorączniak, Tomasz Grudziak, Bartosz Derech, Paweł Oboda, Adam Sójka, Paweł Napierała, Katarzyna Dudziak, Jarosław Pucek, Marcin Szulc, Kaja Kostyrko, Aleksander Grebieniow, Olga Jaros, Anna Grajewska, Michał Dziewulski, Agata Małodobry[10].

- 2011
  - Zuzanna Sawinska, Agnieszka Skorka, Jakub Skoczyński, Paweł Sobczak,  Jan Vogt, Mateusz Zieliński, Gniewko Niedbała, Izabela Wyszkowska, Anna Markiewicz-Zielińska, Hubert Kujawski, Olaf Makiewicz, Monika Nogieć, Małgorzata Wawrzyniak, Justyna Roszak, Maciej Kociński, Marcin Sikorski, Maciej Strzelecki, Wacław Zimpel[11].

- 2012
  - Andrałojć Magdalena, Awedyk Matylda Oliwia, Buszka Paweł, Cholewińska Agnieszka, Gorączniak Wojciech, Jasiczak Jakub, Kaczmarska Barbara Seidler, Kempiński Krzysztof, Kukuła Filip, Norbert Jacek, Pawełczak Patryk, Sielickaya Janina, Sobański Bartosz, Szafrański Dawid, Trębecki Jacek, Wałęsa Jarosław[12].

- 2013
  - Sebastian Kulczyk, Bartosz Kubacki, Tomasz Jakub Barełkowski, Nicole Wagner-Loffler, Adam Bielecki, Łukasz Paszko, Monika Majewska, Alicja Hadryś-Nowak, Michał Marcinkowski, Przemysław Kieliszewski, Jan Zujewicz, Łukasz Dembski, Maria Bychawska, Maciej Chałupka, Julia Krakowiak, Karol Mac, Anna Kluza, Kamila Oleksiak-Czerwińska, Sylwia Liszkowska, Beata Szymańska, Sławomir Hartwich, Rafał Rynarzewski, Przemysław Woźny, Paweł Lisiewicz, Justyna Bartol-Baszczyńska, Małgorzata Ciesielska-Dolata, Radosław Szelągowski, Barbara Kaszuba, Maciej Boberek, Michał Ciszak, Jan Słowiński, Wojciech Kruk[13].

- 2014
  - Blanka Maria Wiatrowska, Natalia Zalaszewska, Michalina Zyber, Karolina Dąbrowska, Jolanta Ziółecka, Renata Gość, Dominik Szulc, Agnieszka Bilewska, Ewa Jankowska, Mateusz Radziwoniuk, Radosław Sulicki, Anna Barłóg-Mitmańska, Hanna Ignatowicz, Daria Dalska Szymczak, Mateusz Hurysz, Tadeusz Matraszek[14].

- 2015
  - Radosław Halasz, Marcin Nowakowski, Anna Hetmańska, Wioletta Gryczka, Natalia Sabina Rozmus, Seong-Jin Cho[15].

- 2016
  - Mikołaj Bernard, Andrzej Tylenda, Szymon Zwoliński, Monika Siekańska, Marcin Derbis, Jan Gaspars, Wojciech Laskowski, Paweł Górczyński, Magdalena Mrozińska, Aurelia Kulesza, Anna Głodek, Adrianna Koźlarek, udyta Cabańska, Iwona Cieślik, Iwona Lisiecka, Rafał Wieruszewski, Dorota Wojewoda, Mikołaj Bernard, Oksana Hamerska, Dina Shall, Agnieszka Żuchowska, Michał Szott, Błażej Szymański[16].

- 2017
  - Justyna Reczeniedi, Barbara Borowicz, Filip Nowakowski, Paweł Olewiński, Grzegorz Szewczyk, Arkadiusz Borkowski, Magdalena Rusnok, Sarah Sanders Huckabee, Monika Bartkowiak, Adam Nowaczewski, Krzysztof Skibicki[17].

- 2018
  - Urszula Fabiś-Szulc, Kamil Mieszkowski, Łukasz Mikuła, Dominika Narożna, Adam Paweł, Natalia Pleskot, Dionizy Płaczkowski, Mikołaj Zgółka, Justyna Żarczyńska[18].

- 2019
  - Dawid Jung[19]

- 2020
  - Damian Staniszewski[20]